# Canadian Government Railways
Le Canadian Government Railways (CGR) était une compagnie créée par le gouvernement canadien pour gérer les chemins de fer en difficulté financière et promouvoir le développement économique. Elle a surtout été active de 1915 à 1918.

## Histoire

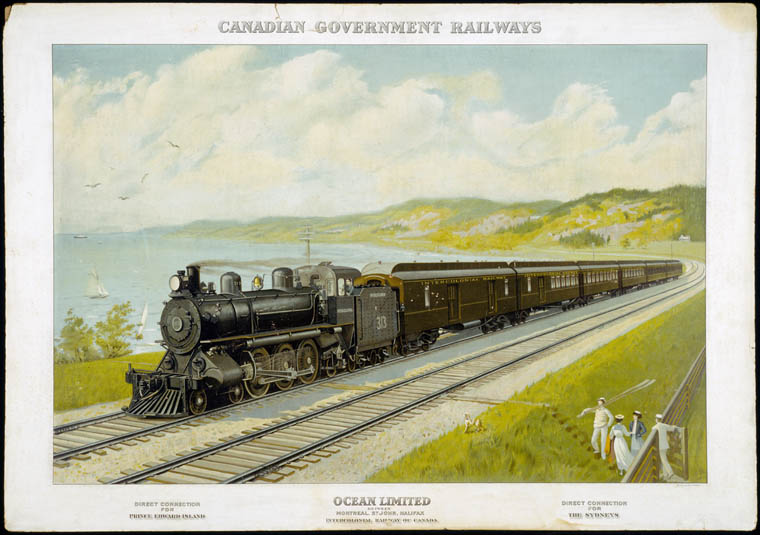
L' Ocean Limited au Nouveau Brunswick, sous le CGR.

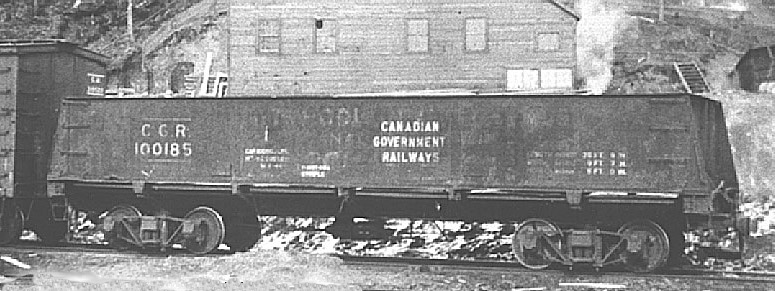
Wagon de charbon dur GCR, venant de l'Intercolonial (qui peut se lire sous la peinture fanée).

L'une des résolutions de la Conférence de Québec ayant mené à la Confédération canadienne prévoyait la construction du chemin de fer Intercolonial, qui devait compléter le lien ferroviaire entre Halifax (Nouvelle-Écosse) et Québec. La ligne ferroviaire devait être entièrement possédée et exploitée par le gouvernement comme un outil de développement du commerce dans les Maritimes et avec les États-Unis. En 1897, l'Intercolonial et les autres compagnies gouvernementales comme le National Transcontinental Railway (NTR), le Prince Edward Island Railway (en) (PEIR), le chemin de fer de la Baie d'Hudson (HBR) et quelques compagnies locales au Nouveau-Brunswick, ont commencé à être connues comme les  Canadian Government Railways,.
À la suite des restrictions de la Première Guerre mondiale. La CGR devint une société de gestion de 1915 à 1918 des compagnies de chemin de fer tombant en banqueroute et celles gouvernementales. En effet, avec l'arrêt du financement provenant de propriétaires et actionnaires britanniques, occupés à l'effort de guerre, et le ralentissement du développement du Canada, la plupart des compagnies ferroviaires ne pouvaient plus assurer le transport ferroviaire dans le pays. Le Canadian Northern Railway (CNoR), de stature intercontinentale, entra dans cette situation et fut intégré au CGR le 6 septembre 1918. Le gouvernement permit alors le vocable « Chemins de fer nationaux du Canada » qui remplaça CGR.
Pour simplifier le financement et l'administration des toutes ces compagnies, le gouvernement de Robert Laird Borden, premier ministre du Canada, passa une loi au Parlement le 6 juin 1920 créant le Canadien National, une société de la Couronne indépendante du gouvernement. La loi fut entra en vigueur le 20 décembre après approbation du conseil privé. Cette nouvelle compagnie fusionna toutes les compagnies gérée par le CGR et ce dernier fut ainsi dissout. Le CN absorba par la suite le Grand Trunk Pacific Railway (GTPR) en 1920 et le Grand Trunk Railway (GTR) en 1923 pour devenir un important réseau de chemins de fer.
Même si le CGR n'exista que quelques années, avec tout son potentiel de transport il joua un rôle important dans le développement du Canada. En particulier, il participa à l'effort de guerre canadien en transportant hommes et matériel vers les ports d'embarquements pour le front. Il aida grandement également à apporter les secours à Halifax (Nouvelle-Écosse) lors de la fameuse explosion de 1917. Les lettres CGR devienrent familières, étant appliquées sur le matériel ferroviaire après 1915. Cependant, dans plusieurs régions la population a continué à nommer les trains selon celui de la compagnie locale sous tutelle. Le nom CGR cessa d'être utilisé avec la formation du CN mais demeura dans les papiers notariés jusqu'en 1993 en tant que signataires de certains accords et possédant certaines propriétés. Le 22 juillet de cette année-là, le gouvernement vendit pour 1 $CAN au CN les derniers vestiges du CGR.